# Консервативная народная партия Эстонии
Консервативная народная партия Эстонии (эст. Eesti Konservatiivne Rahvaerakond, EKRE) — политическая партия в Эстонии, председателем которой является Мартин Хельме. Придерживается идей национализма и консерватизма.
EKRE — евроскептическая партия и выступает с резкой критикой нынешней политики евроинтеграции.

## История
Создана в 2012 году в результате объединения аграрно-центристской партии Народный союз Эстонии и правонационалистической группы Эстонское национальное движение.
В 2016 году EKRE была единственной партией в Рийгикогу (парламенте страны), которая официально не поддержала Керсти Кальюлайд на выборах президента.
По итогам парламентских выборов марта 2019 года партия вошла в правящую коалицию (которая также состояла из Центристской партии и умеренных консерваторов из «Отечества»), коалиция развалилась в январе 2021, после отставки правительства Эстонии из-за коррупционного скандала. Осенью 2021 года, согласно опросу Norstat Eesti AS, EKRE была самой популярной политической партией в Эстонии, и ее поддержали 25% избирателей. В то же время антирейтинг EKRE также был самым высоким и 56% населения Эстонии исключили возможность голосовать за партию.

## Идеология
Придерживается идей национализма и консерватизма.
В 2024 году Председатель EKRE Мартин Хельме в своей речи на съезде партии в Йыхви заявил, что Эстония должна отправить прибывших в последние годы иммигрантов домой, вдвое сократить помощь Украине и выступать за мир в Украине. Кроме того, по словам Хельме, необходимо снизить подоходный налог и налог с оборота, отказаться от автоналога, снизить цены на топливо и электроэнергию. Незадолго до этого съезда из партии вышли несколько известных членов, среди которых депутат Европарламента Яак Мадисон, депутаты Рийгикогу Яак Валге, Антс Фрош и Хенн Пыллуаас.